# Adolphe Sax
Antoine Joseph Sax (Dinant, 6 de novembro de 1814 — Paris, 7 de fevereiro de 1894), foi um construtor de instrumentos belga, conhecido por ter inventado o saxofone.

## Biografia
Adolphe Sax nasceu em Dinant, Bélgica. O pai, Charles-Joseph Sax, também era construtor de instrumentos. Cedo, Adolphe começou a construir os seus instrumentos.
Quando deixou a escola, Sax começou as experiências para descobrir novos instrumentos. A sua primeira invenção importante foi um melhoramento no clarinete baixo, que patenteou com apenas 20 anos de idade.
Em 1840, inventou o saxofone. Em 1841, Sax mudou-se para Paris, onde continuou a trabalhar na construção e invenção de instrumentos.
A sua invenção mais famosa foi o saxofone, destinada a ser usado nas bandas militares. O instrumento tem o corpo metálico com uma palheta de madeira, semelhante ao clarinete.
O compositor Hector Berlioz escreveu aprovando o novo instrumento em 1842, mas Sax apenas patenteou o instrumento em 1846, depois de desenhar e construir toda a família de saxofones (do soprano ao contrabaixo).
A partir de 1867, Sax foi professor do conservatório de Paris.

Morreu em 1894 em Paris e está enterrado na seção 5 do cemitério de Montmartre.

Outros instrumentos inventados
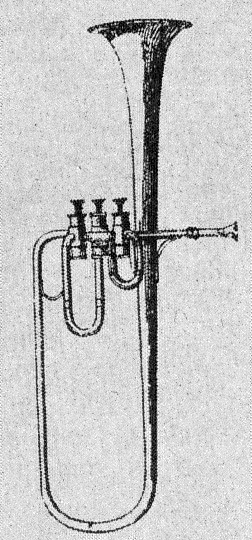
Saxotromba
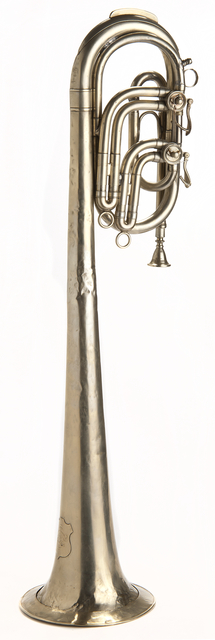
Saxhorn
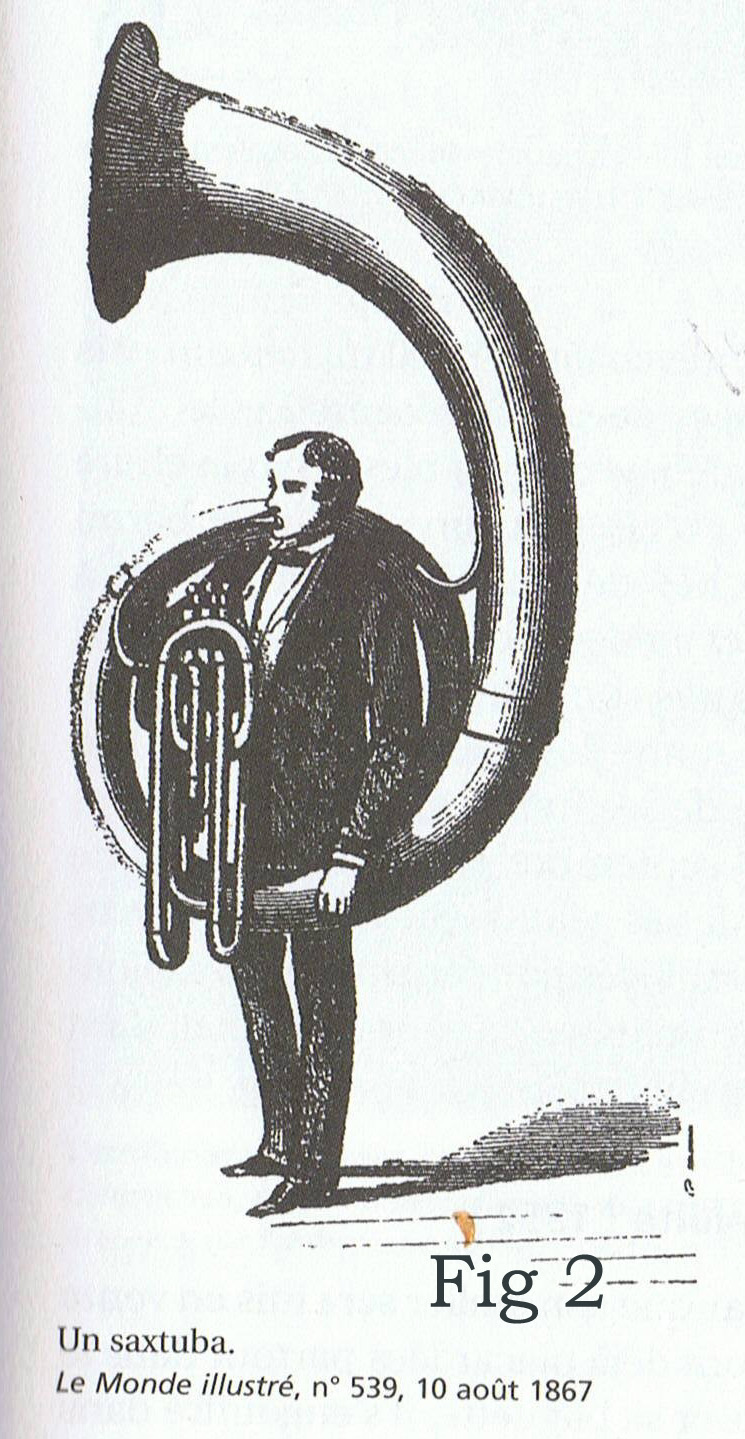
Saxtuba
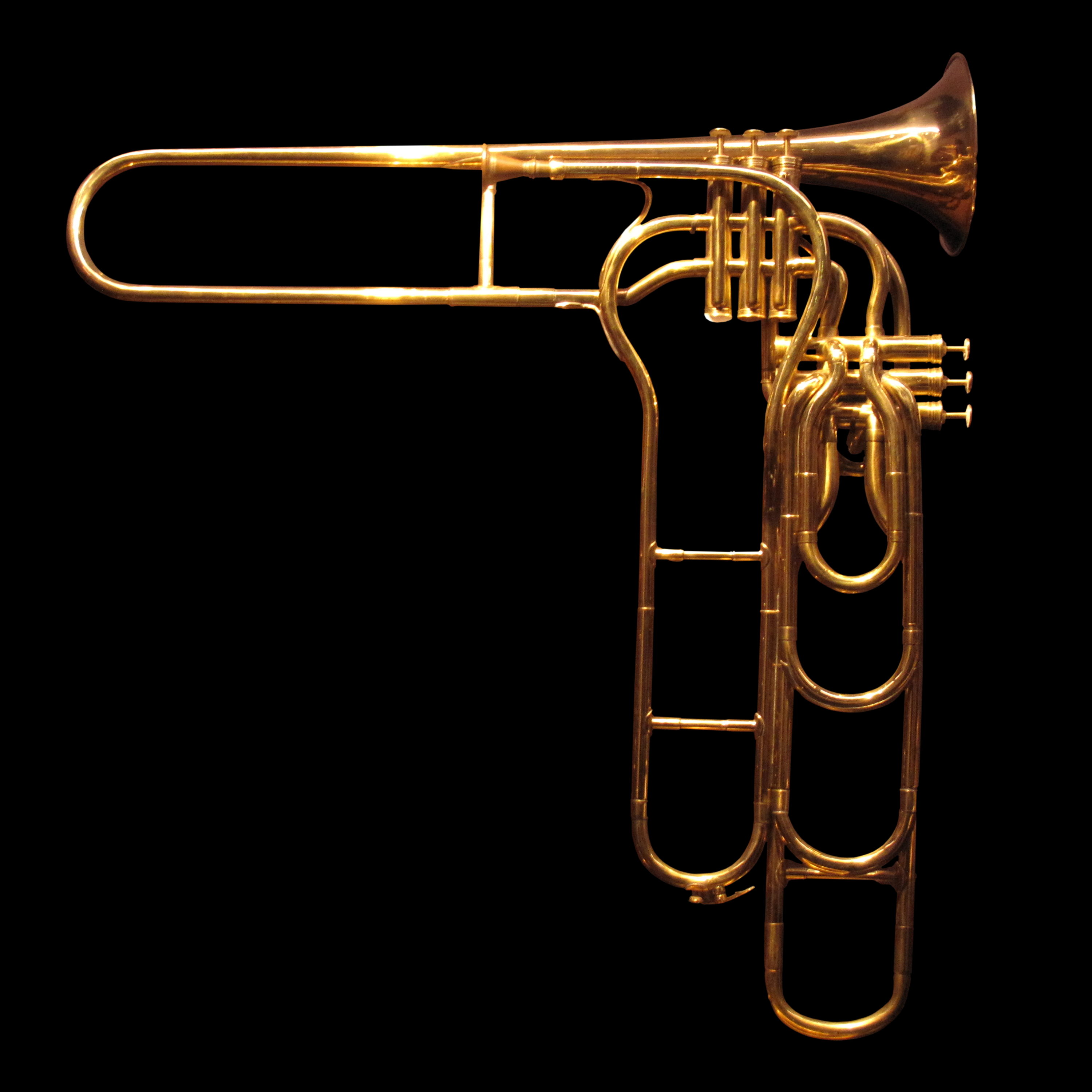
Trombone de 6 pistões
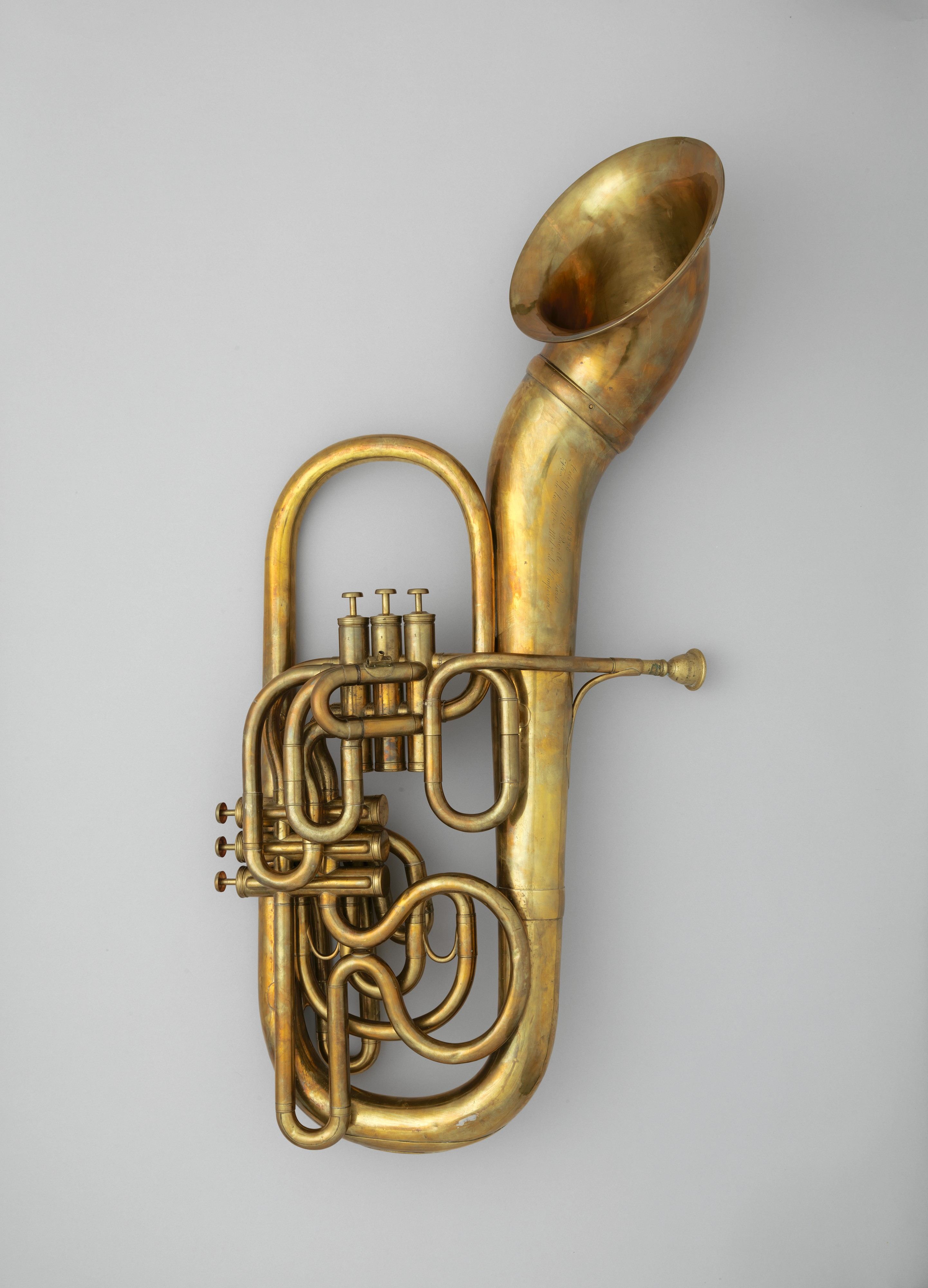
Um saxhorn baixo, 1863